# Phạm Văn Tuấn
Phạm Văn Tuấn (1221-?) người xã Nghĩa Lư (nay là thôn Nghĩa Phú, xã Cẩm Vũ, huyện Cẩm Giàng, tỉnh Hải Dương), là cháu nội của Phạm Tử Hư; đỗ Bảng nhãn khoa thi Đại tỉ Thủ Sĩ năm Bính Ngọ, niên hiệu Thiên Ứng Chính Bình 15 (1246) đời Trần Thái Tông. Ông làm quan đến chức Hành Khiển hàm Thái phó, tước Trình Quốc Công, khi mất được tặng Tư Đồ.